# إلفيس غونزاليس
إلفيس غونزاليس (بالإسبانية: Elvis González) (20 نوفمبر 1982 في كولومبيا - ) هو لاعب كرة قدم كولومبي في مركز الدفاع. شارك مع منتخب كولومبيا لكرة القدم. أما مع النوادي، فقد لعب مع أتليتيكو هويلا وإنديبنديينتي سانتا في ولا إكويداد ‏ وديبورتيفو بيريرا وخاخواريس دي كوردوبا وكوكوتا ديبورتيفو ‏.

## وصلات خارجية
- إلفيس غونزاليس على موقع قاعدة بيانات كرة القدم.إي يو (الإنجليزية)
- إلفيس غونزاليس على موقع ناشيونال فوتبول تيمز (الإنجليزية)
- إلفيس غونزاليس على موقع Soccerway.com (الإنجليزية)
- إلفيس غونزاليس على موقع AS.com (الإسبانية)